# Waylon Jennings

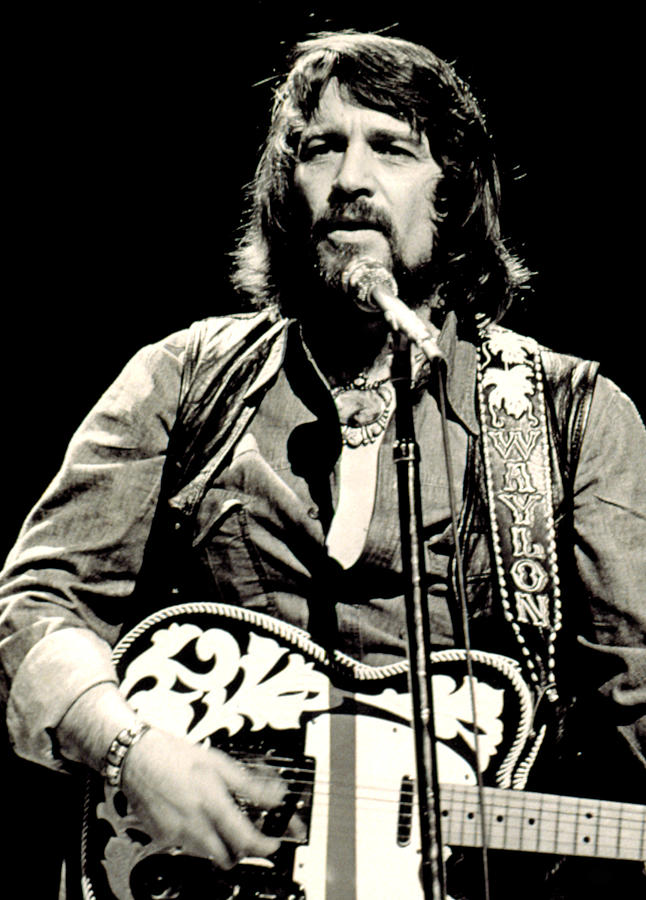
Waylon Jennings, 1976

Waylon Arnold Jennings (* 15. Juni 1937 in Littlefield, Texas; † 13. Februar 2002 in Chandler, Arizona) war ein US-amerikanischer Country-Sänger und -Musiker. Er hatte 16 Nummer-eins-Hits in den US-Charts; zu seinen bekanntesten Songs gehören Good Hearted Woman (1975) und Mamas, Don’t Let Your Babies Grow Up to Be Cowboys (1978) im Duett mit Willie Nelson. Zusammen mit ihm war er der erfolgreichste Sänger der Outlaw-Bewegung. Sein Beiname war Waymore.

## Leben

### Kindheit und Jugend
Waylon Jennings wurde 1937 als Sohn von Lorene Beatrice Shipley (1920–2006) und William Albert Jennings (1915–1968) auf einer Farm in der Nähe der Kleinstadt Littlefield in Texas geboren. Der Name auf seiner Geburtsurkunde war Wayland, doch änderte seine Mutter die Schreibweise nach seiner Taufe.
Später zog die Familie nach Littlefield, wo sie mit zwölf Personen in einer Zwei-Zimmer-Hütte wohnte und einen Laden besaß. Um den Lebensunterhalt zu sichern, arbeitete Jennings schon seit frühester Kindheit auf den Baumwollfeldern. Im Alter von acht Jahren lernte er von seiner Mutter Gitarre spielen; mit zwölf erhielt er bei einem kleinen lokalen Radiosender einen Job als Discjockey.

### Anfänge
1954 zog er nach Lubbock, Texas, wo er erneut als Discjockey bei einem Radiosender arbeitete. 1958 traf er den Rock-’n’-Roll-Star Buddy Holly. Dieser hatte sich gerade von seiner Begleitband, den Crickets, getrennt und suchte neue Bandmitglieder. Als Holly erfuhr, dass Jennings Bass spielte, nahm er ihn in seine neue Band auf. Zusammen mit Holly tourte Jennings nun durch den Süden der USA. Holly war, wie Jennings es beschrieb, eine Art Mentor für ihn. Er produzierte 1958 Jennings’ erste Aufnahme Jole Blon, bei der Holly auch als Gitarrist zu hören ist.
Am 2. Februar 1959 charterte Holly eine Beechcraft Bonanza, um zum nächsten Auftritt in Moorhead, Minnesota, zu fliegen, während einige der Tour-Mitglieder mit dem Bus nachkommen sollten. Weil es im Tourbus Probleme mit der Heizung gab und The Big Bopper Anzeichen einer Grippe zeigte und deshalb nicht fahren wollte, überließ ihm Jennings, der eigentlich für den Flug vorgesehen war, seinen Platz im Flugzeug. In der Nacht geriet die Maschine in ein Unwetter und stürzte ab; mit Bopper kamen auch Holly, Ritchie Valens und der Pilot Roger Peterson ums Leben.
Als Jennings vom Tod seiner Freunde und Bandmitglieder erfuhr, war er am Boden zerstört. Er fühlte sich schuldig, da seine letzten Worte zu Holly scherzhaft gewesen waren: „I hope your ole plane crashes.“ Es dauerte lange, bis Jennings sich wieder der Musik widmete. Später nahm er Boppers Song White Lightnin’ auf, der in der Version von George Jones bereits ein Country-Hit geworden war.

### Beginn der Solokarriere

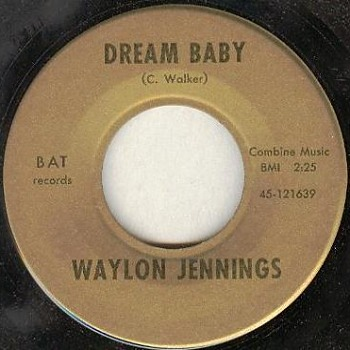
Dream Baby, veröffentlicht 1962

Nachdem Jennings für kurze Zeit wieder beim Radio in Texas gearbeitet hatte, zog er nach Phoenix in Arizona. Dort gründete er seine Band The Waylors und trat mit ihnen regelmäßig in der Bar JD’s auf. Hier entwickelte sich sein typischer Klang. Er mischte Rock ’n’ Roll, Folk und Country und verwendete bis auf das Schlagzeug nur elektrische Instrumente. Bei A&M Records in Los Angeles veröffentlichte er sein erstes Album Waylon Jennings at JD’s, das weitestgehend aus Coverversionen damals erfolgreicher Musiker wie Roy Orbison (Crying, Dream Baby), Buck Owens (Love’s Gonna Live Here Again) oder Bob Dylan (Don’t Think Twice, It’s All Right) bestand, sowie seine erste Single nach dem Tod Hollys, Four Strong Winds.
Eines Tages kam der Country-Sänger Bobby Bare in die Stadt und hörte Jennings spielen. Darauf rief er seinen Produzenten Chet Atkins in Nashville an. Da Jennings bei A&M unter Vertrag war, musste RCA ihn aus dem Vertrag herauskaufen, danach erhielt er einen Plattenvertrag bei RCA. Seine erste Single dort erschien im März 1965.
Kurz danach zog er nach Nashville. Dort teilte er sich ein Apartment mit Johnny Cash. Die beiden wurden schnell Freunde und waren bald bekannt als The Hellraisers. Auch anderweitig hatte Jennings nun Erfolg, wie in dem Film Nashville Rebel, in dem er die Hauptrolle spielte. Seine nächsten beiden Platten, The Chokin’ Kind und Only Daddy That’ll Walk the Line, kamen beide in die Top Ten der Billboard-Charts, letztere auf Platz zwei. Seine Zusammenarbeit mit den Kimberleys brachte ihm einen Grammy für den gemeinsamen Titel McArthur Park ein. Einen seiner ersten großen Fernsehauftritte hatte Jennings neben der Porter-Wagoner-Show in der Johnny-Cash-Show.

### Durchbruch

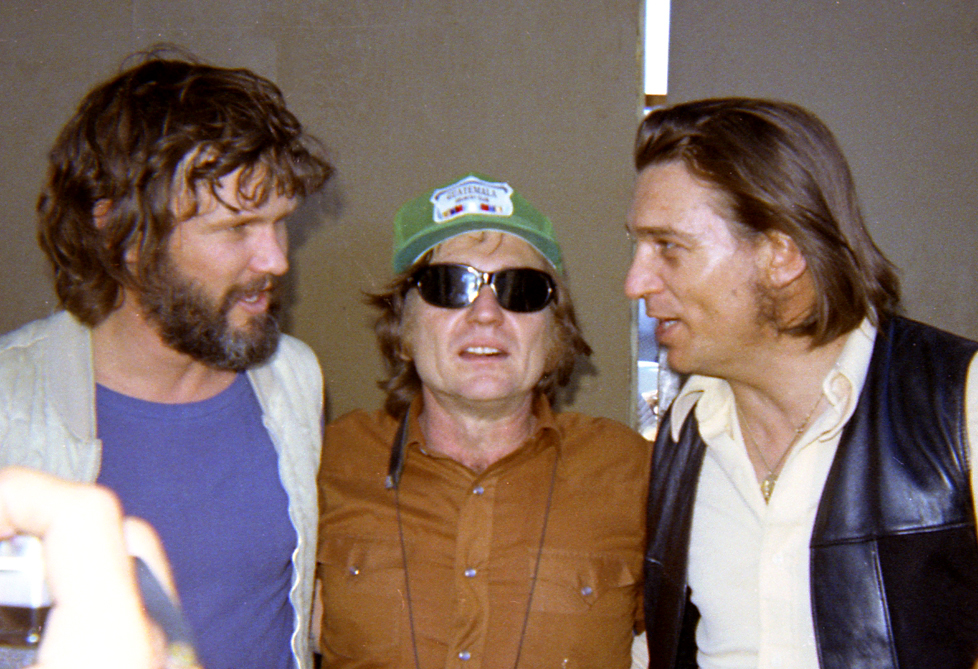
Kris Kristofferson, Willie Nelson und Waylon Jennings (von links), 1972

Trotz seiner Erfolge war Jennings nicht zufrieden. Vor allem die typische Verfahrensweise der Plattenfirma machte ihm zu schaffen. RCA wählte aus, welche Titel er sang und mit welchen Musikern er diese einspielte. Nach und nach erhielt er jedoch mehr Freiheit, wählte seine Songs selber aus, produzierte selber und spielte mit den Waylors zusammen. 1969 heiratete er nach verschiedenen gescheiterten Ehen die Country-Sängerin Jessi Colter, mit der er einen Sohn, Shooter bekam, der ebenfalls Country-Musiker wurde. 1969 schrieb er mit Kris Kristofferson den Soundtrack zu Ned Kelly von Tony Richardson.
Wegen seiner eigenwilligen Methoden und seiner unangepassten Musik ordnete die Presse Jennings und einige andere Künstler bald der sogenannten Outlaw-Bewegung zu. Seine Alben Lonesome, On’ry and Mean und Honky Tonk Heroes wurden große Erfolge. Auch seine folgenden Singles I’m a Ramblin’ Man und Are You Sure Hank Done It This Way? verkauften sich gut. Seinen ersten Nummer-eins-Hit hatte er 1974 mit This Time. 1975 wurde er von der Country Music Association zum Sänger des Jahres gewählt.
Seinen großen Durchbruch hatte Jennings 1975 mit Good Hearted Woman im Duett mit Willie Nelson. Den von ihm und Nelson geschriebenen Song hatte er bereits 1972 auf seinem gleichnamigen Album veröffentlicht. Das nun erschienene Album Wanted: The Outlaws, das er mit Nelson, seiner Frau Jessi Colter und Tompall Glaser veröffentlichte, beinhaltete auch sonst älteres Material. Es war das erste Country-Album, das sich mehr als eine Million Mal verkaufte. In der Folge feierte Jennings weitere Erfolge, unter anderem 1977 mit Luckenbach, Texas und Mamas, Don’t Let Your Babies Grow Up To Be Cowboys zusammen mit Nelson; letzteres gewann einen Grammy für das beste Duett. Jennings war seit langem tablettenabhängig, konnte seine Sucht aber überwinden und setzte seine Karriere fort.

### 1980er und 1990er Jahre
Bis Mitte der 1980er erreichte Jennings immer wieder die Spitze der Charts, wie beispielsweise mit I’ve Always Been Crazy, Amanda, I Ain’t Living Long Like This, Rose in Paradise und Lucille. Zudem wirkte in der Fernsehserie Ein Duke kommt selten allein mit, für die er den Titelsong schrieb und sang und als Erzähler fungierte. 1983 unternahm er eine Konzerttournee durch Deutschland.
Jennings hatte die Schule in der zehnten Klasse abgebrochen und holte nun seinen Schulabschluss nach. Da seine Plattenverkäufe rückläufig waren, verlor er seinen Plattenvertrag bei RCA. Er unterzeichnete zuerst bei MCA, dann bei den Epic Records. Zusammen mit seinen langjährigen Freunden Johnny Cash, Willie Nelson und Kris Kristofferson gründete er die Band The Highwaymen. Ihre Single Highwayman erreichte Platz 1 der Charts; zwei weitere Alben folgten.
Auch als Schauspieler engagierte er sich wieder verstärkt, beispielsweise als Gast in der US-Sitcom Eine schrecklich nette Familie. 1986 trat er mit Cash, Nelson und Kristofferson in Höllenfahrt nach Lordsburg, einem Remake für das Fernsehen von John Fords Ringo, als Spieler Hatfield auf. Nachdem er seinen Plattenvertrag bei RCA wiedererhalten hatte, veröffentlichte er weitere Alben. 1991 brachte er zusammen mit Nelson, mit dem er nicht nur musikalische, sondern auch soziale Projekte realisiert hatte, das Album Waylon And Willie: If I Can Find a Clean Shirt heraus.

### Krankheit und Tod
1997 zwangen Jennings gesundheitliche Probleme zur Aufgabe seiner Tourneen. 2001 musste ihm infolge von Diabetes ein Fuß amputiert werden. Im selben Jahr wurde er in die Country Music Hall of Fame aufgenommen. Bei der Aufnahmezeremonie konnte er jedoch aufgrund gesundheitlicher Probleme nicht anwesend sein, stattdessen nahm sein Sohn Shooter die Auszeichnung in Empfang.
Waylon Jennings starb im Februar 2002 im Alter von 64 Jahren. Er wurde in Mesa in Arizona bestattet.

## Diskografie
Studioalben

| Jahr | Titel Musiklabel                                           | Höchstplatzierung, Gesamtwochen, AuszeichnungChartplatzierungen (Jahr, Titel, Musiklabel, Platzierungen, Wochen, Auszeichnungen, Anmerkungen) | Höchstplatzierung, Gesamtwochen, AuszeichnungChartplatzierungen (Jahr, Titel, Musiklabel, Platzierungen, Wochen, Auszeichnungen, Anmerkungen) | Anmerkungen                              |
| Jahr | Titel Musiklabel                                           | US | Country | Anmerkungen                              |
| ---- | ---------------------------------------------------------- | --- | --- | ---------------------------------------- |
| 1964 | Waylon at JD’s Sound Limited                               | — | — | Erstveröffentlichung: Dezember 1964      |
| 1966 | Folk-Country RCA Victor                                    | — | Country9 (24 Wo.)Country | Erstveröffentlichung: 14. März 1966      |
| 1966 | Leavin’ Town RCA Victor                                    | — | Country3 (27 Wo.)Country | Erstveröffentlichung: 7. Oktober 1966    |
| 1966 | Nashville Rebel (Soundtrack) RCA Victor                    | — | Country4 (25 Wo.)Country | Erstveröffentlichung: 12. Dezember 1966  |
| 1967 | Waylon Sings Ol’ Harlan RCA Victor                         | — | Country32 (3 Wo.)Country | Erstveröffentlichung: 24. März 1967      |
| 1967 | Love of the Common People RCA Victor                       | — | Country3 (24 Wo.)Country | Erstveröffentlichung: 15. August 1967    |
| 1967 | The One and Only RCA Camden                                | — | Country19 (11 Wo.)Country | Erstveröffentlichung: 9. November 1967   |
| 1968 | Hangin’ On RCA Records                                     | — | Country9 (10 Wo.)Country | Erstveröffentlichung: Februar 1968       |
| 1968 | Only the Greatest RCA Victor                               | — | Country12 (16 Wo.)Country | Erstveröffentlichung: 7. Juli 1968       |
| 1968 | Jewels RCA Victor                                          | — | Country6 (20 Wo.)Country | Erstveröffentlichung: 7. Dezember 1968   |
| 1969 | Just to Satisfy You RCA Victor                             | — | Country7 (19 Wo.)Country | Erstveröffentlichung: 7. März 1969       |
| 1970 | Waylon RCA Victor                                          | — | — | Erstveröffentlichung: Januar 1970        |
| 1970 | Don’t Think Twice A&M Records                              | — | — | Erstveröffentlichung: März 1970          |
| 1970 | Singer of Sad Songs RCA Records                            | — | Country23 (14 Wo.)Country | Erstveröffentlichung: November 1970      |
| 1971 | The Taker / Tulsa RCA Records                              | — | Country12 (12 Wo.)Country | Erstveröffentlichung: Februar 1971       |
| 1971 | Cedartown, Georgia RCA Records                             | — | Country27 (10 Wo.)Country | Erstveröffentlichung: August 1971        |
| 1972 | Good Hearted Woman RCA Records                             | — | Country7 (18 Wo.)Country | Erstveröffentlichung: Januar 1972        |
| 1972 | Ladies Love Outlaws RCA Records                            | — | Country11 (17 Wo.)Country | Erstveröffentlichung: September 1972     |
| 1973 | Lonesome, On’ry and Mean RCA Victor                        | — | Country8 (18 Wo.)Country | Erstveröffentlichung: März 1973          |
| 1973 | Honky Tonk Heroes RCA Camden                               | US185 (5 Wo.)US | Country14 (14 Wo.)Country | Erstveröffentlichung: Oktober 1973       |
| 1974 | This Time RCA Victor                                       | — | Country4 (25 Wo.)Country | Erstveröffentlichung: Juli 1974          |
| 1974 | The Ramblin’ Man RCA Victor                                | US105 (17 Wo.)US | Country3 (36 Wo.)Country | Erstveröffentlichung: September 1974     |
| 1975 | Dreaming My Dreams RCA Victor                              | US49 Gold · (21 Wo.)US | Country1 (45 Wo.)Country | Erstveröffentlichung: Juni 1975          |
| 1976 | Are You Ready for the Country RCA Victor                   | US34 Gold · (35 Wo.)US | Country1 (43 Wo.)Country | Erstveröffentlichung: Juni 1976          |
| 1977 | Ol’ Waylon RCA Victor                                      | US15 Platin · (33 Wo.)US | Country1 (63 Wo.)Country |                                          |
| 1978 | I’ve Always Been Crazy RCA Victor                          | US48 Gold · (24 Wo.)US | Country1 (49 Wo.)Country | Erstveröffentlichung: September 1978     |
| 1979 | What Goes Around Comes Around RCA Victor                   | US49 Gold · (28 Wo.)US | Country2 (41 Wo.)Country | Erstveröffentlichung: November 1979      |
| 1980 | Music Man RCA Victor                                       | US36 Gold · (43 Wo.)US | Country1 (63 Wo.)Country | Erstveröffentlichung: Mai 1980           |
| 1982 | Black on Black RCA Victor                                  | US39 (23 Wo.)US | Country3 (34 Wo.)Country | Erstveröffentlichung: Februar 1982       |
| 1983 | It’s Only Rock + Roll RCA Victor                           | US109 (11 Wo.)US | Country10 (27 Wo.)Country | Erstveröffentlichung: März 1983          |
| 1983 | Waylon and Company RCA Victor                              | — | Country12 (19 Wo.)Country | Erstveröffentlichung: September 1983     |
| 1984 | Never Could Toe the Mark RCA Victor                        | — | Country20 (17 Wo.)Country | Erstveröffentlichung: Juni 1984          |
| 1985 | Turn the Page RCA Victor                                   | — | Country23 (33 Wo.)Country | Erstveröffentlichung: Juli 1985          |
| 1986 | Sweet Mother Texas RCA Victor                              | — | — | Erstveröffentlichung: Februar 1986       |
| 1986 | Will the Wolf Survive MCA Records                          | — | Country1 (45 Wo.)Country | Erstveröffentlichung: 10. März 1986      |
| 1987 | Hangin’ Tough MCA Records                                  | — | Country19 (22 Wo.)Country |                                          |
| 1987 | A Man Called Hoss MCA Records                              | — | Country22 (31 Wo.)Country | Erstveröffentlichung: 19. Oktober 1987   |
| 1988 | Full Circle MCA Records                                    | — | Country36 (21 Wo.)Country | Erstveröffentlichung: 7. Oktober 1988    |
| 1990 | The Eagle Epic Records                                     | US172 (5 Wo.)US | Country9 (49 Wo.)Country | Erstveröffentlichung: 28. September 1990 |
| 1992 | Too Dumb for New York City, Too Ugly for L.A. Epic Records | — | Country70 (4 Wo.)Country | Erstveröffentlichung: August 1992        |
| 1992 | Ol’ Waylon Sings Ol’ Hank WJ Records                       | — | — |                                          |
| 1993 | Cowboys, Sisters, Rascals & Dirt Ode 2 Kids                | — | — |                                          |
| 1994 | Waymore’s Blues (Part II) RCA Records                      | — | Country63 (2 Wo.)Country | Erstveröffentlichung: 13. September 1994 |
| 1996 | Right for the Time Justice Records                         | — | — |                                          |
| 1998 | Closing In on the Fire Ark 21 Records                      | — | Country71 (1 Wo.)Country |                                          |
| 2012 | Goin’ Down Rockin’: The Last Recordings Saguaro Road       | US67 (3 Wo.)US | Country14 (16 Wo.)Country |                                          |

## Filmografie
- 1986: Höllenfahrt nach Lordsburg (Stagecoach) (Fernsehfilm)